# Alkalide
Als Alkalide bezeichnet man chemische Verbindungen, in denen ein Alkalimetall als Anion vorliegt. Sie sind äußerst reaktiv. Die entsprechenden Anionen heißen Natrid, Kalid, Rubidid und Caesid. Anionen des Lithiums sind derzeit (Stand: 2014) noch nicht bekannt.

## Darstellung
Ein Schlüsselaspekt bei der Darstellung von Alkaliden ist die Verwendung von Kronenethern oder Kryptanden zur Komplexierung der Alkalimetallkationen. Die erste derartige Verbindung wurde 1974 von James L. Dye u. a. in der Form Na+(C222)Na− hergestellt (C222 = 2.2.2-Kryptand). Die Synthese erfolgt in der Regel durch Auflösen des entsprechenden Alkalimetalls in flüssigem Ammoniak oder einem Alkylamin in der Gegenwart eines geeigneten Kryptanden oder Kronenethers. In der Regel erfolgt die Synthese unterhalb von −20 °C. 1999 konnten jedoch die ersten Natride und Kalide dargestellt werden, die bei Raumtemperatur stabil sind.
Auf ähnliche Weise können auch Elektride dargestellt werden, analoge Verbindungen, in denen das Anion ein Elektron ist.

## Weitere Beispiele
Beispiele weiterer ungewöhnlicher Alkalid-Verbindungen sind das 2003 erstmals dargestellte Bariumnatrid, die erste Verbindung eines Alkalids, die ein Erdalkalimetall als Kation enthält. Im Jahre 2006 konnten eindimensionale Zick-Zack-Ketten von einem Lithiumcaesid der Formel Li+(C211)Cs− dargestellt werden (C211 = 2.1.1-Kryptand).

## Verwendung
Alkalide werden häufig in situ verwendet. William J. Evans u. a. konnten 2013 zum ersten Mal zeigen, dass die Verwendung von metallischem Kalium in Diethylether unter Anwesenheit von 18-Krone-6 bei −35 °C unter Argon zur Synthese von Verbindungen des Praseodyms, Gadoliniums, Terbiums und Lutetiums in der Oxidationsstufe +2 möglich ist. Ebenso konnten sie zum ersten Mal Uran in der Oxidationsstufe +2 darstellen, indem eine Uran(III)-Verbindung in Anwesenheit von (2.2.2)Kryptand mit Kalium-Graphit (KC8) bei Raumtemperatur in Tetrahydrofuran unter Argon reduziert wurde.